# Thomas Cremer (Jazzmusiker)

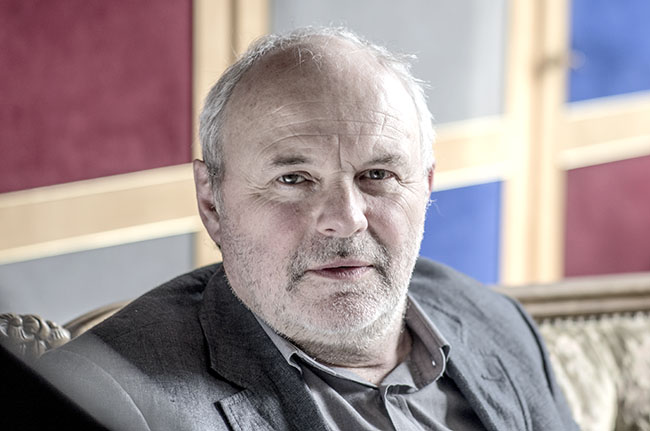
Thomas Cremer, 2014

Thomas Cremer (* 2. Dezember 1948 in Marburg, Deutschland) ist ein Jazz-Schlagzeuger und Klarinettist. Er spielte mit Hans Koller, Heinz Sauer und Bob Degen.

## Leben und Wirken
Cremer spielte zunächst Klarinette und wechselte erst später zum Schlagzeug. Er arbeitete während des Studiums an der Frankfurter Musikhochschule mit verschiedenen Formationen der deutschen Jazzszene zusammen; so spielte er 1969 mit Alfred Harth in der Gruppe Just Music, die das zweite Album des ECM-Labels aufnahm. Mitte der 1970er spielte er im Trio von Michael Sell.    
Seit 1979 arbeitete Cremer mit Bob Degen zusammen und spielte in dessen Trio mit dem Bassisten Mario Castronari und in Quintett-Besetzung. Später spielte Cremer auch mit Heinz Sauer und Günter Lenz (1986/87) und im Trio von Larry Porter (1986/87). 1983 war er Mitbegründer der Frankfurter Jazz Big Band. Außerdem spielte Cremer unter anderem mit Peter O’Mara, Hans Koller, Christof Lauer, Thomas Bachmann, Hannibal Marvin Peterson, Benny Bailey und auch mit dem Jazzensemble des Hessischen Rundfunks. Daneben arbeitete er als Musiklehrer und nahm Platten mit Bob Degen, Heinz Sauer und Uli Beckerhoff auf.  
Seit 1991 spielte er mit Thomas Heidepriem und der Frankfurt Jazz Connection, von 1994 bis 1998 in der Formation Double You, seit 1994 mit der Band AXIS. Seit 1998 betreibt Cremer mit dem Pianisten Olaf Polziehn das Frankfurt Jazz Trio, das seither vier Alben veröffentlicht hat. Seit 2000 spielt Cremer auch in der Formation Read-Gjakonovski-Cremer. 
Als Schlagzeuger und erfolgreicher Produzent sowie Gründer der Frankfurter Jazzinitiative wurde Cremer 2012 mit dem Hessischen Jazzpreis ausgezeichnet.

## Diskografie (Auswahl)
- Just Music (ECM, 1969) mit Alfred Harth, Dieter Hermann, Johannes Krämer, Franz Volhard, Thomas Stöwsand, Peter Stock und Thomas Cremer (Schlagzeug, Klarinette)
- Bob Degen Trio: Hidden Track (1980)
- Heinz Sauer Quartet: Metal Blossoms (L+R, 1984), mit Bob Degen, Manfred Bründl
- Axis (Jazz4Ever, 1994, 1997) mit Heiri Känzig, Claus Stötter, Hugo Read, Matthieu Michel
- Frankfurt Jazz Trio: 20 (FJP 2018, mit Olaf Polziehn, Martin Gjakonovski)